# Puerto Sastre
Puerto Sastre este un oraș din departamentul San Lázaro, Paraguay.